# Premis Dignitat
Els Premis Dignitat són uns guardons atorgats per la Comissió de la Dignitat, una entitat catalana dedicada a la recuperació de la memòria històrica i la restitució de documents i objectes requisats durant la Guerra Civil Espanyola i la dictadura franquista. Aquests premis reconeixen persones, entitats o institucions que han destacat per la seva contribució a la defensa dels drets humans, la justícia social, la memòria històrica i la dignitat de les persones.
Els guardons van ser creats el 2003, i s'atorguen anualment en un acte públic, la nit de la Memòria, on es reconeix les persones i entitats que han tingut actuacions dignes.
Els Premis Dignitat tenen diverses categories, entre les quals es poden atorgar:
1. Premi Dignitat a la Persona: Atorgat a individus que han demostrat un compromís notable en la defensa dels valors de dignitat i memòria històrica.
2. Premi Dignitat a l'Entitat: Reconeixent organitzacions o col·lectius que han treballat activament per la recuperació de la memòria històrica i la defensa dels drets humans.
3. Premi Dignitat Internacional: Destinat a persones o entitats fora de Catalunya que han contribuït significativament en aquests àmbits.
4. Premi Dignitat a la Comunicació: Reconeix mitjans de comunicació o periodistes que han destacat per la seva tasca en la divulgació i defensa de la memòria històrica i la dignitat.
5. Premi Dignitat In Memòriam: S'atorga a persones que haguessin tingut una actuació digna en defensa dels drets drets col·lectius en el període republicà o durant la repressió franquista.

## Entitats i persones guardonades
| Persones o entitats guardonades                                                        | Categoria     | Any  |
| -------------------------------------------------------------------------------------- | ------------- | ---- |
| Rosalia Rovira Duart                                                                   | In memoriam   | 2023 |
| Paul Preston                                                                           | Internacional | 2023 |
| Nan Valentí Cortès i David Pintó Codinasaltas                                          | A la persona  | 2023 |
| Jordi Palou-Loverdos i Mireia Vives Puig                                               | A la persona  | 2023 |
| Miquel Morera Darbra                                                                   | A la persona  | 2023 |
| Jordi Oliva Llorens                                                                    | A la persona  | 2023 |
| Octuvre                                                                                | Comunicació   | 2023 |
| Julià Gual i Masoller                                                                  | In memoriam   | 2022 |
| Gonzalo Boye Tuset                                                                     | A la persona  | 2022 |
| Antoni Miró                                                                            | A la persona  | 2022 |
| Societat Religiosa d'Amics                                                             | Entitat       | 2022 |
| Eva Serra i Puig                                                                       | In memoriam   | 2021 |
| Francesc Ferrer Pastor                                                                 |               | 2021 |
| Ferrer Gironès                                                                         |               | 2021 |
| Julian Assange                                                                         | Internacional | 2020 |
| Eva Serra i Puig                                                                       | In Memoriam   | 2020 |
| Francesc Ferrer Pastor                                                                 | In Memoriam   | 2020 |
| Miquel Ferreres i Duran                                                                | A la persona  | 2020 |
| Cap Dona en l'Oblit                                                                    | Comunicació   | 2020 |
| Jordi Carbonell i Ballester                                                            | A la persona  | 2013 |
| Josep Soler i Sardà                                                                    | A la persona  | 2013 |
| A les germanes de Salvador Puig Antich: Montserrat, Carme, Imma, i Merçona Puig Antich | A la persona  | 2013 |
| Neus Català i Pallejà                                                                  | A la persona  | 2006 |
| Empar Salvador                                                                         | A la persona  |      |
| Assumpta Montellà                                                                      |               |      |
| Associació Pro-Memòria dels Immolats per Catalunya                                     |               |      |